# Complexité de Rademacher
La complexité de Rademacher est un concept d'informatique théorique ; il se situe plus précisément à l'intersection de théorie de apprentissage automatique et de la théorie de la complexité. La complexité de Rademacher mesure la richesse d'une classe de fonctions à valeur réelle, selon une distribution de probabilité. Elle porte le nom de Hans Rademacher.

## Définition

### Complexité empirique
Étant donné des observations {\displaystyle S=(z_{1},z_{2},\dots ,z_{m})\in Z^{m}}, et une classe {\displaystyle {\mathcal {H}}} de fonctions à valeurs réelles définies sur un espace {\displaystyle Z}, la complexité empirique de Rademacher de  {\displaystyle {\mathcal {H}}} est définie comme :
{\displaystyle {\widehat {\mathcal {R}}}_{S}({\mathcal {H}})={\frac {2}{m}}\mathbb {E} \left[\sup _{h\in {\mathcal {H}}}\left|\sum _{i=1}^{m}\sigma _{i}h(z_{i})\right|\ {\bigg |}\ S\right]}
où {\displaystyle \sigma _{1},\sigma _{2},\dots ,\sigma _{m}} sont des variables aléatoires indépendantes, tirées selon la loi de Rademacher i.e.
{\displaystyle \mathbb {P} (\sigma _{i}=+1)=\mathbb {P} (\sigma _{i}=-1)=1/2} pour {\displaystyle i=1,2,\dots ,m}. 

### Complexité de Rademacher
Soit {\displaystyle P}, la distribution de probabilité sur {\displaystyle Z}. 
La complexité de Rademacher de la classe de fonction {\displaystyle {\mathcal {H}}} selon {\displaystyle P} pour des données de taille {\displaystyle m} est : 
{\displaystyle {\mathcal {R}}_{m}({\mathcal {H}})=\mathbb {E} \left[{\widehat {\mathcal {R}}}_{S}({\mathcal {H}})\right]}
où les espérances, ci-dessus, sont calculées selon des observations indépendantes et identiquement distribuées (i.i.d.) {\displaystyle S=(z_{1},z_{2},\dots ,z_{m})} générées selon {\displaystyle P}.

## Propriétés
On peut montrer qu'il existe une constante {\displaystyle C}, telle que n'importe quelle classe de fonctions indicatrices sur {\displaystyle \{0,1\}} avec la dimension de Vapnik-Chervonenkis {\displaystyle d} a la complexité de Rademacher majorée par {\displaystyle C{\sqrt {\frac {d}{m}}}}.

## Mesure similaire: la complexité gaussienne
La complexité gaussienne est une mesure de complexité similaire, avec des interprétations physiques similaires. Elle peut être obtenue à partir de la complexité précédente en utilisant les variables aléatoires {\displaystyle g_{i}} au lieu de {\displaystyle \sigma _{i}}, où {\displaystyle g_{i}} sont des variables aléatoires gaussiennes centrées réduites et i.i.d, i.e. {\displaystyle g_{i}\sim {\mathcal {N}}\left(0,1\right)}.